# Underworld (musikalbum)
Underworld är det andra studioalbumet från den franska symfoniska progressiv metal-gruppen Adagio och släpptes 2003 av skivbolaget Point Music.

## Låtar på albumet
All text och musik skriven av Stéphan Forté der inget annat uppges.
1. "Next Profundis" (musik: Stéphan Forté/Kevin Codfert) – 7:39
2. "Introitus - Solvet Saeclum in Fadilla" – 8:14
3. "Chosen" – 7:52
4. "From My Sleep... to Someone Else" – 6:37
5. "Underworld" – 13:25
6. "Promises" – 5:03
7. "The Mirror Stage" (text: Audrey Bedos) – 6:31
8. "Niflheim" (instrumental) – 8:10

Bonusspår på Japan-utgåvan
1. "Missa Aterna" – 6:37

## Medverkande
Musiker (Adagio-medlemmar)
- Stéphan Forté – gitarr
- David Readman – sång
- Kevin Codfert – keyboard
- Franck Hermanny – basgitarr
- Dirk Bruinenberg – trummor

Bidragande musiker
- Hreidmarr (Nicolas Saint-Morand från Anorexia Nervosa) – sång (spår 4, 7)

Produktion
- Dennis Ward – producent, ljudtekniker, ljudmix
- Jürgen "Luski" Lusky – mastering
- Stéphane Brulez, Cédric Galabert – omslagskonst